# Georgi Wladimirowitsch Schtschipanow
Georgi Wladimirowitsch Schtschipanow (russisch Георгий Владимирович Щипанов; * 15. Junijul. / 28. Juni 1903greg. in Bugulma; † 1953 in Moskau) war ein sowjetischer Luftfahrtingenieur, Kybernetiker und Hochschullehrer.

## Leben
Schtschipanow, Sohn eines Akzise-Beamten, kam mit der Familie 1910 nach Samara und besuchte dort das Gymnasium bis 1918, als er nach der Oktoberrevolution im Bürgerkrieg als Freiwilliger in die Rote Armee eintrat. 1920 wurde er demobilisiert, weil er noch nicht das Mindestalter von 18 Jahren erreicht hatte. Er begann das Studium an der Staatlichen Universität Samara in der Physikalisch-Mathematischen Fakultät. 1922 wurde er zur Physikalisch-Mathematischen Fakultät des Polytechnischen Instituts Leningrad versetzt, wo er 1925 sein Studium abschloss.
Darauf arbeitete Schtschipanow im Moskauer Luftfahrt-Geräte-Werk, im Moskauer Forschungs- und Versuchsinstitut der Luftstreitkräfte und im Moskauer Metron-Werk. Er veröffentlichte seit 1925 Arbeiten über Bestandteile von Luftfahrt-Geräten. 1933 gewann er den Ausschreibungswettbewerb für eine Dozentur an der Technischen Hochschule Moskau. 1936 wurde er für sein Buch über Theorie und Berechnung von Luftfahrt-Geräten ohne Verteidigung einer Dissertation zum Kandidaten der technischen Wissenschaften promoviert. Das Buch war der erste Teil einer Reihe. 1938 folgte die Ernennung zum Professor.
Von 1938 bis 1941 arbeitete Schtschipanow auch im Moskauer Institut für Automatik und Telemechanik der Akademie der Wissenschaften der UdSSR (seit 1969 Institut für Steuerung) auf Einladung des Gründungsdirektors Wiktor Kulebakin. Dort veröffentlichte Schtschipanow 1939 eine erste Theorie der Invarianz in automatischen Steuerungssystemen, die dann von einer speziellen Untersuchungskommission unter dem Vorsitz Otto Schmidts trotz der Einwände Kulebakins und Nikolai Lusins als absurde Erfindung  vernichtend kritisiert wurde. In der Folge wurde Kulebakin im Frühjahr 1941 als Institutsdirektor abgesetzt. Kulebakins Schüler Boris Petrow rehabilitierte Schtschipanow in den 1950er Jahren. Auf dem ersten Weltkongress der International Federation of Automatic Control (IFAC) 1960 in Moskau berichtete Kulebakin über die Theorie der Invarianz in automatischen Regelungs- und Steuerungssystemen. 1966 wurden Schtschipanows Ergebnisse als wissenschaftliche Entdeckungen mit Prioritätsdatum April 1939 anerkannt.
Während des Deutsch-Sowjetischen Kriegs und danach war Schtschipanow Dekan der Fakultät für Gerätebau des Moskauer Luftfahrtinstituts (MAI) und leitete den Lehrstuhl für Luftfahrt-Geratebau und Automatik. Ohne Verteidigung einer Dissertation war er zum Doktor der technischen Wissenschaften promoviert worden. Ende 1949 wurde er infolge einer schweren Erkrankung pensioniert.
Schtschipanow starb im Frühjahr 1953 in Moskau und wurde auf dem Nowodewitschi-Friedhof begraben.

## Ehrungen, Preise
- Orden des Roten Sterns (1944)[2]